# Ali Mazrui
Ali Al'amin Mazrui (24 de febrero de 1933 – 12 de octubre de 2014), fue un académico, investigador sobre estudios africanos e islámicos y estudioso de las relaciones Norte-Sur. Fue Director del Institute of Global Cultural Studies de la Universidad de Binghamton-State University de Nueva York. 
Presidió la African Studies Association de EE. UU., fue vicepresidente de la International Political Science Association y del International Congress of African Studies y director del Center for Afroamerican and African Studies de la University of Michigan. Fue asesor del Banco Mundial y de la Comisión de Corporaciones Transnacionales de la ONU y formó parte del equipo director del Consejo Islámico Americano. Dirigió el Center for Muslim-Christian Understanding de la Universidad de Georgetown y fue miembro del Institute of Governance and Social Research de Jos (Nigeria). Su investigación se centró en la cultura política internacional y, muy especialmente, en la cultura africana e islámica.